# Ombre (psychologie analytique)
Pour les articles homonymes, voir ombre.
L'ombre est une partie de la psyché formée de la part individuelle qui ne se connaît pas elle-même, et dont l’existence même est souvent ignorée. C'est l'un des principaux archétypes décrits par Carl Gustav Jung dans le cadre de sa psychologie analytique.
Les dissemblances de cette part d'ombre et de la conscience sont sources d'antagonisme, à l'origine de nombreux conflits psychiques, parfois source du caractère et de l'humeur :

« Le point de départ est simple : la plupart des hommes ignorent leur ombre. […] Le plus souvent elle est projetée dans des troubles somatiques, des obsessions, des fantasmes plus ou moins délirants, ou dans l'entourage. Elle est « les gens », auxquels on prête la bêtise, la cruauté, la couardise qu'il serait tragique de se reconnaître. Elle est tout ce qui déclenche la jalousie, le dégoût, la tendresse »

— Élie G. Humbert
Figuré dans de nombreuses cultures et mythes sous la forme du personnage maléfique, patibulaire mais néanmoins ayant statut de double du héros, représentant le moi, l'ombre se retrouve également dans les rêves, et dans les projections psychiques liées par exemple à la peur de l'autre.

## Définition en psychologie analytique
Le psychiatre suisse Carl Gustav Jung définit l'ombre de la manière suivante : 

« L’ombre est quelque chose d’inférieur, de primitif, d’inadapté et de malencontreux, mais non d’absolument mauvais. » « Il n’y a pas de lumière sans ombre et pas de totalité psychique sans imperfection. La vie nécessite pour son épanouissement non pas de la perfection mais de la plénitude. Sans imperfection, il n’y a ni progression, ni ascension. »

La difficulté pour accéder à la compréhension de ce concept et à la réalité psychique qui lui correspond est double. En effet, une part importante de personnes sont dans l’« impossibilité d’envisager qu’ils ont une vie intérieure en eux-mêmes » et, d’autre part, même si elles sont ouvertes à cette réalité, « la nature même de ce qu’est l’ombre, puisqu’elle est ‘en la résumant’, la projection de nos défauts sur les autres, est difficilement accessible ». Car, tout simplement, nos défauts comme nos erreurs ne sont pas faciles à accepter. L'archétype de l'ombre est donc celui le plus attaché à la résistance ; son refus d'existence chez le sujet vient du fait que le Moi, qui est un complexe à part, refoule son image même, à travers des projections, par exemple. Bon nombre de personnes ne croient pas que l'inconscient existe ou qu'ils possèdent une vie intérieure. On dit alors qu'ils sont en résistance ; cette résistance à eux-mêmes se manifeste aussi dans les prises de position anti-analytiques ou anti-psychologiques de certains : c'est ce que l'on nomme le misonéisme.

## Archétype particulier

### Fonction individuelle
« L'archétype réside dans la tendance à nous représenter de tels motifs, représentation qui peut varier considérablement dans les détails, sans perdre son schème fondamental. » Il s'agit d'une image primordiale qui conditionne notre comportement. En tant qu'archétype, l'ombre est une dynamique psychique inconsciente et autonome à l'origine de mouvements toujours opposés au Moi ; Jung nomme ce fonctionnement la compensation : un complexe inconscient a pour fonction de compenser une attitude consciente trop unilatérale. Cependant sa rencontre est marquante pour le Moi, d'autant plus saisissante et fondamentale que le complexe est autonome, c'est-à-dire refoulé depuis des années : 

« L'expérience archétypique est une expérience intense et bouleversante. Il nous est facile de parler aussi tranquillement des archétypes, mais se trouver réellement confronté à eux est une tout autre affaire. La différence est la même qu'entre le fait de parler d'un lion et celui de devoir l'affronter. Affronter un lion constitue une expérience intense et effrayante, qui peut marquer durablement la personnalité.  »

En tant qu'image, dans les rêves et les fantasmes l'ombre apparait souvent sous la forme d'un personnage du même sexe, opposé au rêveur par nombre de ses caractères, entrainant souvent une réaction affective de rejet de la part du rêveur. La part d'ombre qui est en nous-mêmes est difficilement accessible. On peut même affirmer que la majorité des gens ignore l'existence qu'elle a en eux-mêmes, le rôle et même l'influence qu'elle a. C'est pourquoi on peut dire que l'ombre a un immense pouvoir ressenti comme négatif sur eux ; comme tout archétype l'ombre possède une charge émotionnelle qui peut influencer le Moi, via des complexes psychiques et que Jung appelle le numineux : 

« L'ombre est la personnification de tout ce que le sujet refuse de reconnaître et d'admettre en lui. Se mêlent en elle les tendances refoulées du fait de la conscience morale, des choix qu'il a faits pour sa vie ou d'accéder à des circonstances de son existence, et les forces vitales les plus précieuses qui n'ont pas pu ou pas eu l'occasion d'accéder à la conscience  »

.

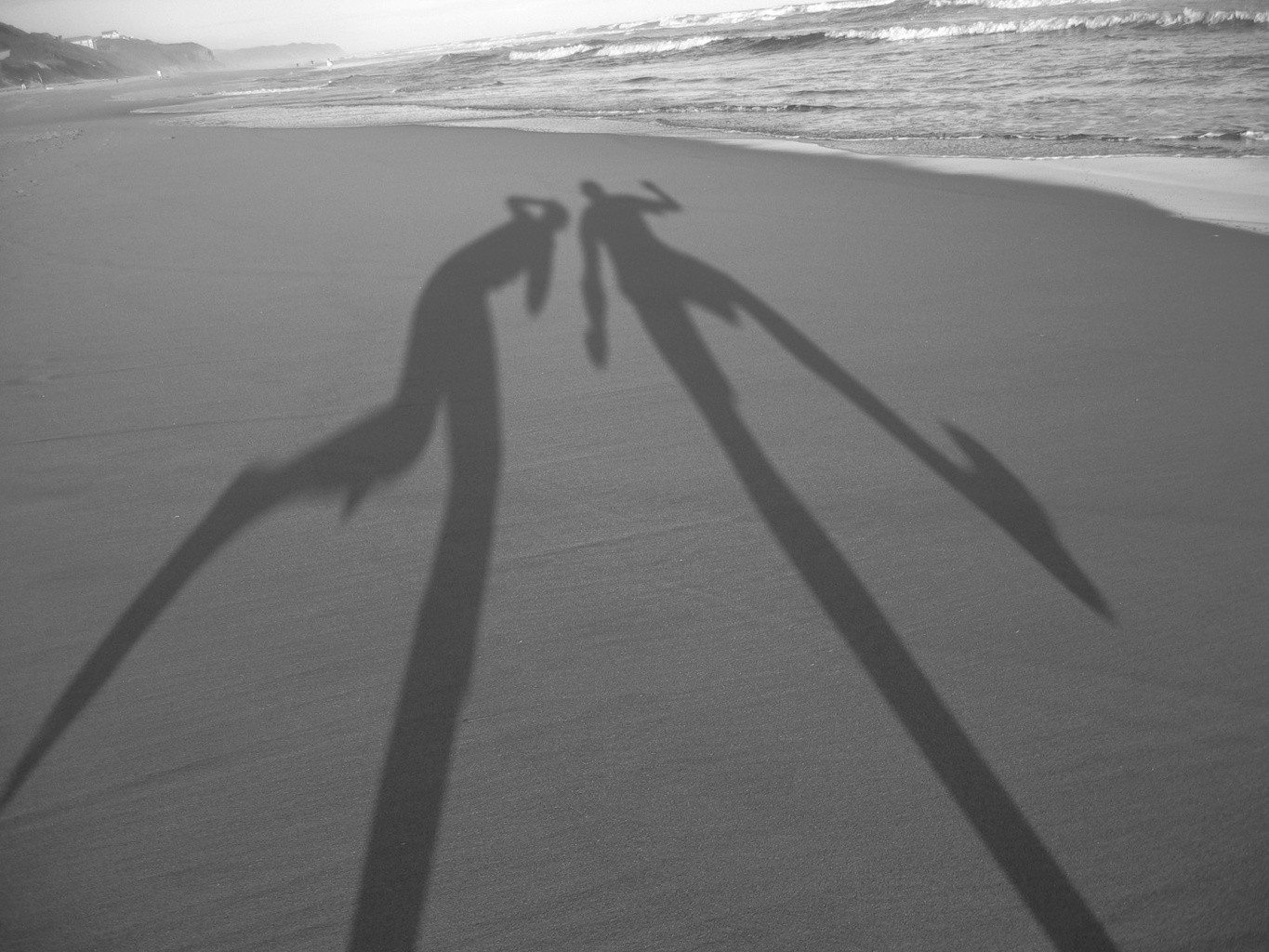
Le point de départ est simple : la plupart des Hommes ignorent leur ombre. (Elie G. Humbert).

La rencontre avec l'ombre peut se réaliser souvent lors d'une approche clinique (d'inspiration analytique), lors d'un choc important qui nous fait reconsidérer l'importance de nos choix de vie, mais aussi lors de violences (verbales ou physiques) intra-personnelles. Néanmoins, son intégration à la conscience est l'une des phases les plus importantes, mais aussi les plus critiques, du processus d'individuation.

### Production culturelle
Au niveau individuel, l'ombre, comme d'autres archétypes (l'anima surtout) a une fonction compensatrice ; au niveau collectif, il s'agit de catégorisations héritées par les générations précédentes et ayant alimenté l'inconscient collectif, autre concept central en psychologie analytique.

## Potentialités du sujet
L'ombre est cette part de nous-mêmes que nous nous refusons, a priori de voir, en nous-mêmes. Elle peut être pour celui qui s'y intéresse une source importante de développement personnel. Elle est issue du résultat d'un ensemble de possibles qui étaient offerts au sujet: 

« Ce sont toutes les possibilités du sujet, ce qu'il aurait pu choisir ou être mais qu'il n'a pas vécu jusqu'à présent. Ces potentialités font partie des aspects personnels (qualités et attributs propres à la personne) et collectifs (les possibilités humaines de développement) de la psyché. »

Prendre conscience que tous nos « ennemis », qui ne sont pour la plupart que des points de vue intellectuels que l'on donne sur ce que nous sommes (même si ce n'est que potentiellement), mobilise énormément le système psychique pour « rien » et surtout « le disperse ». La réalisation de cela, c'est-à-dire en premier une compréhension et la réalisation d'une perte énorme (perte de temps et d'énergie que nous avons eue) et surtout que nous avons (tant que nous n'arrivons pas à nous recentrer sur nous-mêmes, et lâcher notre « pseudo-guerre »), et nos pseudos ennemis, pour aller de l'avant. En cela la réalisation de cet état puis sa conscientisation et sa mentalisation libératrice (si elle est faite seule) est dangereuse : 

« Cette extrême dispersion du psychisme montre que de nombreuses prises de conscience sont nécessaires avant que l'ombre n'apparaisse au conscient. […] La prise de conscience de l'ombre développe d'abord une série d'effets qui sont tous de l'ordre de la perte. En cela, elle est dangereuse.  »

## Instance psychique autonome
Cette potentialité finit par constituer presque un double, un frère jumeau (ou une sœur jumelle) intérieur opposé comme dans un miroir; psychiquement les attitudes, pulsions et complexes refoulés et inconnus deviennent autonomes : 
« Carl Gustav Jung pensait qu'au bout de la pénible exploration de notre inconscient se trouvait la découverte du soi, notre lumière intérieure, la part de sagesse divine enfouie au plus profond de nous-mêmes. Mais le psychiatre suisse affirmait qu'avant d'arriver à cette lumière, l'explorateur devait d'abord rencontrer un personnage qu'il a appelé l'ombre. L'ombre peut être définie comme notre double inversé, celui ou celle que nous aurions pu être, mais que nous ne sommes pas. C'est notre face obscure, elle contient l'ensemble des traits de caractère qui n'ont pas pu se développer dans notre personnalité. Elle symbolise en quelque sorte notre frère jumeau opposé qui est caché dans les profondeurs de notre inconscient.  »

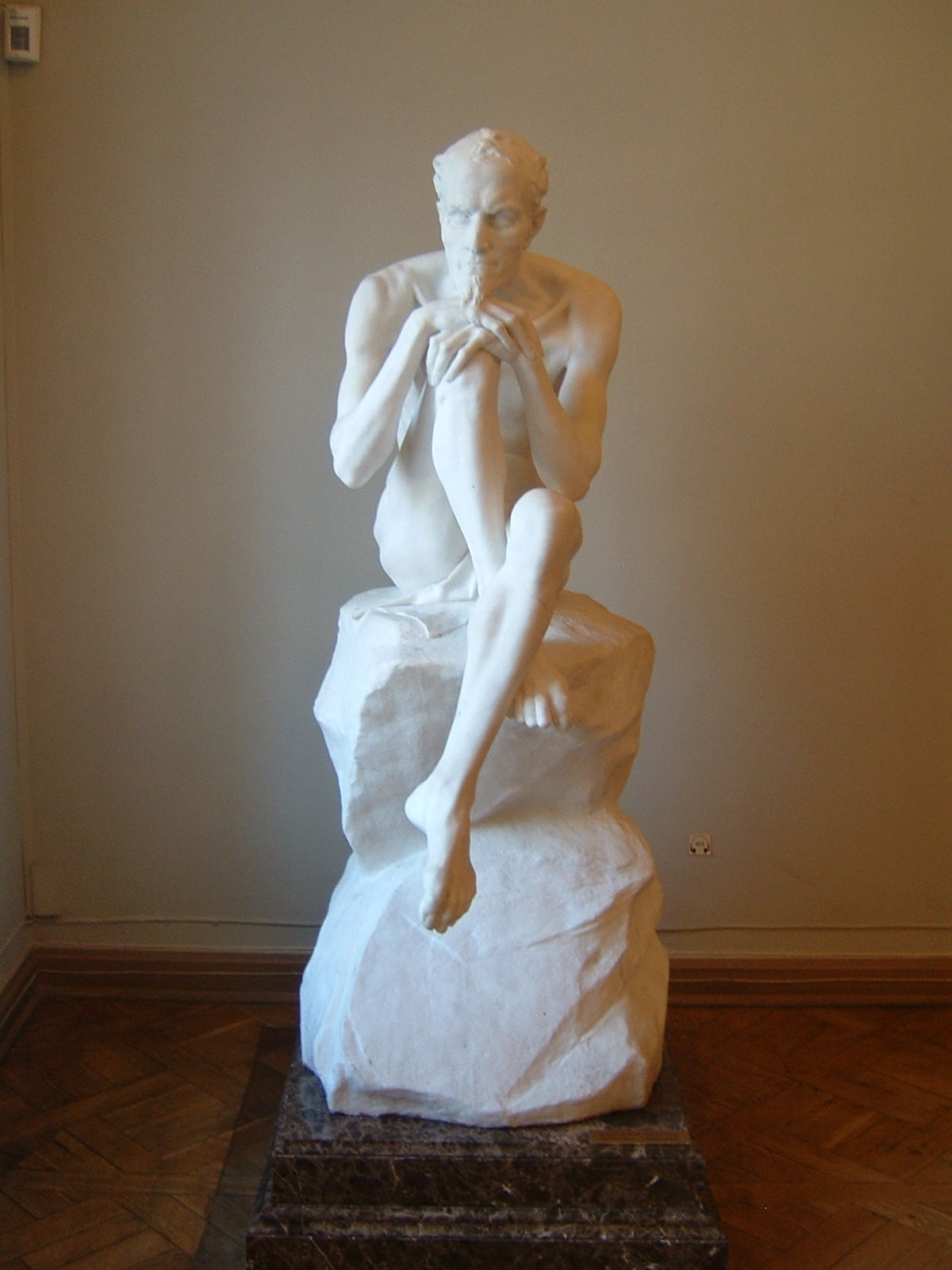
Méphistophélès, éternel antagoniste de Faust.

Autrement dit, au cours de la culture et des civilisations, la conscience collective en fait un personnage porteur d'un sens psychique, et que Jung nomme archétype. Le personnage antagoniste mais dual se retrouve à travers de nombreux motifs mythiques (Hadès, Seth), religieux (le Diable, Baphomet, Méphistophélès), littéraires (Vautrin chez Honoré de Balzac à titre d'exemple) et même populaires (Dark Vador). Cependant, en dépit de tous ces motifs, l'archétype porte avant tout une émotion, qu'il exprime au travers d'une symbologie propre. L'ombre est ainsi, avant tout, « Ce frère représente ce qui manque à notre conscience, ce qui aurait pu vivre mais est resté enfoui en nous sans parvenir à naître. Si vous êtes timide et réservé, votre ombre aura probablement les traits d'un personnage très sûr de lui, séducteur et plein de charme. À l'inverse, si vous avez une personnalité énergique, si vous adorez les défis et l'aventure, votre ombre aura l'aspect d'un être anxieux, craintif et pantouflard.  »
Jung a aussi parlé de « l'ombre du soi », en tant que mal absolu. Il prend ici parti dans le débat moral sur l'origine et la nature du Mal, à savoir est-il l'expression d'un manque du bien (ce que les théologiens catholiques nomment la « privatio boni »), ou a-t-il une existence « en soi », a priori ? La réponse de Jung dans ce débat est sans ambiguïté : le mal doit être considéré comme ayant une existence en soi. Si l'archétype du Soi représente le Bien, Dieu, alors le Mal est symbolisé par son ombre.

## Projections de l'ombre
L'ombre se caractérise par le mécanisme psychique de la projection : le moi, pour refouler son existence, dérangeante pour lui-même, va projeter, c'est-à-dire identifier les qualités d'ombre à des objets psychiques extérieurs (souvent des personnes). Une autre personne, parce qu’elle est différente (un homme, une femme, quelqu'un dont les idées, l'apparence, les comportements, le positionnement général face à la vie, etc., diffèrent des nôtres) devient ainsi le réceptacle des qualités de notre ombre, et, par là même, se tisse tout un environnement social fait d'ennemis personnels : 

« De deux choses l'une, nous connaissons notre ombre ou ne la connaissons pas ; dans ce dernier cas, il arrive souvent que nous ayons un ennemi personnel sur lequel nous projetons notre ombre, dont nous le chargeons gratuitement, qui, à nos yeux, la porte comme si elle était sienne, et auquel en incombe l'entière responsabilité ; c'est notre bête noire, que nous vilipendons et à laquelle nous reprochons tous les défauts, toutes les noirceurs et tous les vices qui nous appartiennent en propre! Nous devrions endosser une bonne part des reproches dont nous accablons autrui! Au lieu de cela, nous agissons comme s'il nous était possible, ainsi, de nous libérer de notre ombre ; c'est l'éternelle histoire de la paille et de la poutre. »

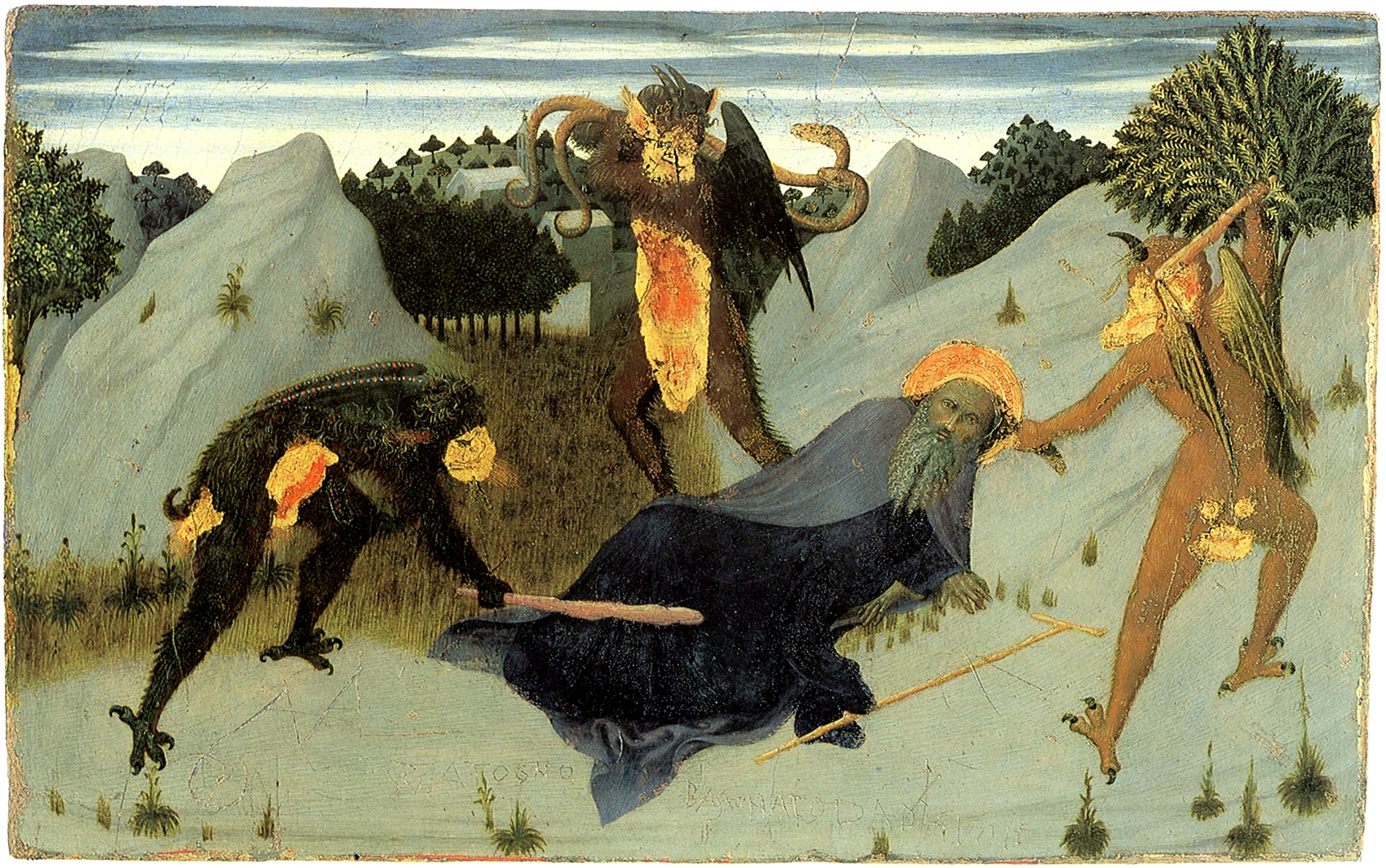
L'ombre est une partie psychique personnelle, mais aussi extra-personnelle, lorsqu'elle est projetée. Les démons et diables personnifient ainsi ces complexes personnels, déstabilisant le Moi.

Sous couvert d’idéologie, ce rejet de soi par un discours méprisant sur les autres, peut même couvrir des catégories de personnes : différents types, situation sociale, niveau d’études, état de santé (physique ou mentale), ou états d’être à l'origine des préjugés, stéréotypes et autres a priori sociaux. Psychiquement, l'ombre ainsi projetée pose deux problèmes fondamentaux au sujet, sur le chemin de la connaissance de soi : d'une part, nous pensons nous libérer de notre ombre en agissant ainsi (c'est la fonction psychique de la projection) et d'autre part, cet état de fait nous empêche d'accéder à nous-même en acceptant ces parties intimes si peu « aimables », parce que contraires à l'attitude dominante du Moi. 
Par ailleurs, le fonctionnement de nos relations - amoureuses ou de couple, de travail, familiales - peut parfois être révélateur de la part d'ombre que nous portons en nous. La désignation de « bouc émissaires », de « malades » ou de « fous » est caractéristique d'une part d'ombre projetée sur un individu considéré comme ayant les qualités d'ombre. Historiquement, les superstitions ayant trait aux sorcières par exemple, mais d'une certaine manière plus contemporaines, les sexismes, les racismes véhiculent encore des projections de la part d'ombre, dont la fonction n'est alors plus personnelle, mais collective : « Le meilleur portrait de soi-même est dessiné sur le monde par les sympathies et les antipathies. Il arrive que s'installe un équilibre à plusieurs, où l'ombre est portée par des malades proches ou par quelques intimes. Collectivement parlant, il y avait autrefois les sorcières et les ennemis ; il y a aujourd'hui le gouvernement et la pollution  ».

### Autres exemples
- Planète interdite (Forbidden Planet) est un film américain de science-fiction réalisé par Fred McLeod Wilcox et sorti sur les écrans en 1956. Planète interdite est l'un des premiers films de science-fiction ayant bénéficié de la couleur et du format cinémascope. Avec 2001, l'Odyssée de l'espace, il est également l'un des deux films de science-fiction qui ont durablement marqué le genre et leur époque. Le scénario est inspiré de La Tempête de William Shakespeare dont il constitue une transposition dans le genre du space opera. La part d'ombre est incarnée par le monstre invisible issu des pulsions destructrices du subconscient du professeur Morbius. Cette utilisation  de la part d'ombre dans cette œuvre n'est pas sans faire allusion aux travaux de Carl Gustav Jung[12].
- L'Étrange Cas du docteur Jekyll et de M. Hyde : Le docteur Jekyll, un philanthrope obsédé par sa double personnalité, met au point une potion pour détruire son mauvais côté, mais c'est ce côté là qui, nuit après nuit, finalement prendra le dessus et le transformera en monstrueux Mister Hyde[13].

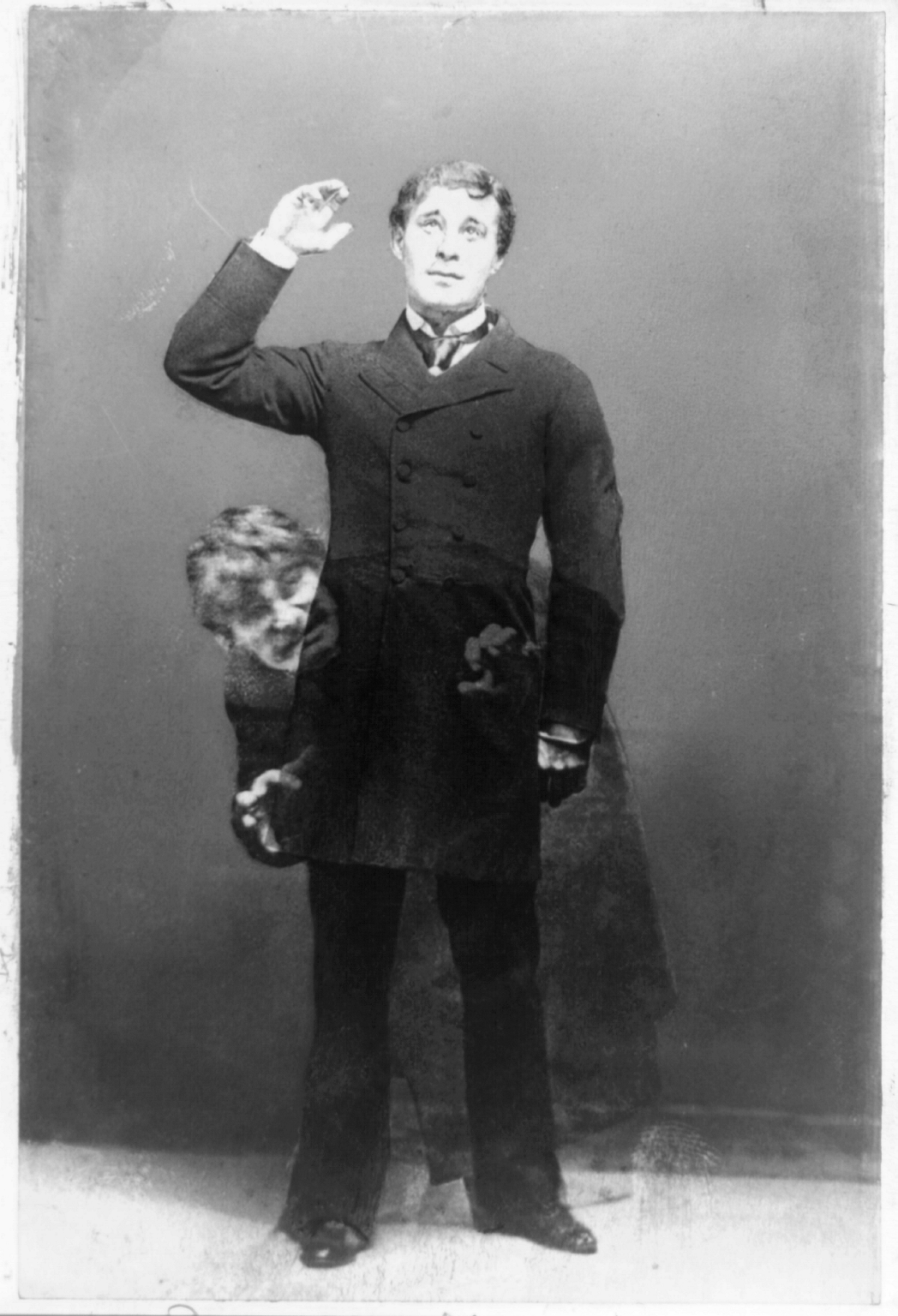
Le type littéraire de L'Étrange Cas du docteur Jekyll et de M. Hyde de l'écrivain Stevenson illustre cette nature duale chez l'homme.

- Dans le jeu Shin Megami Tensei: Persona 4 Lorsqu'un individu est jeté dans le monde de la télévision, il rencontre sa part d'ombre auquel il doit faire face. Si l'individu refuse d'admettre ce que son ombre lui révèle sur sa vraie nature, l'ombre gagne en force et se transforme en monstre à combattre.

- La bête dans le film La Belle et la Bête réalisé par Jean Cocteau est une personnification de la part d'ombre, perçue comme inesthétique et bestiale par le moi, civilisé[14].
- Le miroir magique : le miroir magique dans Blanche Neige, qui révèle la part « maléfique » mais vraie de la reine mais aussi à Blanche Neige qu'elle est porteuse « potentiellement » de cette cruauté[15].
- Dans la série de science-fiction Galactica (Battlestar Galactica ou Battlestar Galactica 1978), série télévisée américaine[16], au cours d'un long périple, les héros humains recherchent le chemin de la Terre. Vers la fin de la série, les deux héros principaux le Capitaine Apollo (Richard Hatch) et le lieutenant Starbuck (Dirk Benedict) vont aller vers le « Bien » et vers la Terre. Les épisodes qui concluent la série montrent que les héros se transforment en fin de parcours. Leurs uniformes deviennent des uniformes de lumière et ayant renoncé à la guerre, luttant pour la paix, les héros rejoignent les forces du « Bien »[17].[Interprétation personnelle ?]
- Star Trek : La Nouvelle Génération : saison 1 (1987 et 1988). Dans l'épisode L'Essence du mal (Skin of Evil) (1-23), la figure de l'ombre dont nous sommes porteurs est clairement personnifiée[18].
- Plusieurs jeux de rôles exploitent aussi ce thème afin de proposer un défi d'interprétation aux joueurs : le personnage joueur possède alors un double obscur, conscient, qui prend parfois le dessus et qui l'utilise alors pour ses méfaits (chose bien commode pour justifier les intrigues). C'est notamment le cas de Vampire : la Mascarade, de Wraith : le Néant, et des personnages psioniques dans Fading Suns. Le but du joueur est soit de vaincre ce double, soit de l'apprivoiser.[Interprétation personnelle ?]
- Dans le manga Bleach, le héros, Ichigo Kurosaki, possède un Hollow intérieur (qui est en fait sa part d'ombre). Contrairement à Ichigo, le Hollow est cruel et bestial et n'hésite pas à prendre le dessus sur son hôte pour se battre, ou essayer de le contrôler totalement. Ce Hollow est donc en quelque sorte l'ombre du personnage, car elle le met face à ses envies profondes, les actes qu'il n'ose pas commettre (tuer).[Interprétation personnelle ?]